# Liste des déversoirs sur la Loire
La liste des déversoirs sur la Loire présente les déversoirs présents sur le fleuve français de la Loire,.

## Liste
Les déversoirs sont présentés de l'amont vers l'aval du fleuve.
| Nom                           | Commune                       | Département    | Longueur (en mètres) | Val                        | Construction    | Coordonnées                 |
| ----------------------------- | ----------------------------- | -------------- | -------------------- | -------------------------- | --------------- | --------------------------- |
| Le Guétin                     | Cuffy                         | Cher           | 400                  | Bec d'Allier               | 1870            |                             |
| Passy (ou Herry)              | La Chapelle-Montlinard, Herry | Cher           | 2 800                | Beffe - Bonny (ou Charité) | terrain naturel |                             |
| Léré                          | Léré                          | Cher           | 2 500                | Léré - Bannay              | terrain naturel |                             |
| Saint-Martin-sur-Ocre         | Saint-Martin-sur-Ocre         | Loiret         | 225                  | Saint-Firmin - Gien        | XVIe siècle     |                             |
| Pierrelaye                    | Dampierre-en-Burly            | Loiret         | 350                  | Dampierre                  | 1867            |                             |
| Ouzouer                       | Ouzouer-sur-Loire             | Loiret         | 878                  | Ouzouer - Saint-Benoît     | 1886            |                             |
| Jargeau                       | Jargeau                       | Loiret         | 715                  | Orléans                    | 1882            | 47° 51′ 18″ N, 2° 08′ 39″ E |
| Mazan                         |                               | Loiret         | 2 780                | Ardoux                     |                 |                             |
| Avaray                        | Avaray                        | Loir-et-Cher   | 625                  | Avaray                     | 1887            | 47° 42′ 04″ N, 1° 34′ 06″ E |
| Montlivault                   | Montlivault                   | Loir-et-Cher   | 400                  | Blois                      | 1890            | 47° 38′ 44″ N, 1° 26′ 00″ E |
| Bouillie                      | Blois                         | Loir-et-Cher   | 400                  | Blois                      |                 | 47° 35′ 24″ N, 1° 21′ 12″ E |
| La Chapelle-aux-Naux          | La Chapelle-aux-Naux          | Indre-et-Loire | 200                  | Bréhémont                  | 1891            |                             |
| Vieux-Cher (ou de Villandry), | Villandry                     | Indre-et-Loire | 100                  | Villandry                  | 1891            |                             |